# Hoya andalensis
Hoya andalensis är en oleanderväxtart som beskrevs av Kloppenb.. Hoya andalensis ingår i släktet Hoya och familjen oleanderväxter. Inga underarter finns listade i Catalogue of Life.